# Stenbyn
Stenbyn är en bebyggelse på västra stranden av sjön Töck söder om Töcksfors i  Töcksmarks socken i Årjängs kommun i Värmland. SCB avgränsade här från 2020 till 2023 en småort.